# ORF III
ORF III es el tercer canal de televisión público austriaco, que pertenece al grupo de radiodifusión público Österreichischer Rundfunk. Se dedica a emitir programas culturales e informativos. Comenzó sus emisiones el 26 de octubre de 2011 reemplazando al canal TW1, al mismo tiempo que el canal ORF Sport + renovó su imagen. Desde el 25 de octubre de 2014 dispone de versión en alta definición (HD).
El canal se encuentra disponible en la Televisión digital terrestre en Austria y desde el 15 de noviembre de 2012 también se puede recibir en el sudtirol e incluso en todo el Trentino en Italia. Además también emite en la Televisión por satélite ocupando la frecuencia de su antecesor TW1 y en la Televisión por cable.

## Programación
La programación de ORF III se compone de los siguientes cuatro bloques diferentes:
- Cultura, Religión, Cultura popular y asuntos regionales.
- Historia contemporánea austriaca y acontecimientos actuales.
- Información e integración europea.
- Arte y cultura

## Identidad Visual

Logotipo de emisiones (2011)
Logotipo de emisiones (desde 2011 hasta hoy)
Logotipo HD